# Reiscentrale Twente
Reiscentrale Twente (RCT), was een busbedrijf dat onder meer tussen 1957 en 1977 de stadsbusdiensten in Hengelo (Overijssel) verzorgde. 

## Geschiedenis
Op 1 mei 1934 begon G.J. ten Bloemendal in Hengelo een touringcarbedrijf met de naam Bloemendal Toers. In 1948 werd de naam gewijzigd in Reiscentrale Twenthe (vanaf de jaren 60 geschreven zonder h), een samenwerkingsverband met Arke, Te Barge uit Enschede en de Fa. Brok uit Borne. In 1950 stopte de samenwerking.
In 1957 ging de concessie van de stadsbusdienst Hengelo van de TET naar de RCT.
De RCT verzorgde daarnaast het personenvervoer voor fabrieken als Heemaf, Stork, Koninklijke Nederlandse Zoutindustrie en Hollandse Signaalapparaten.
In 1972 bleek de stadsdienst niet winstgevend. De gemeente Hengelo sprong financieel bij, maar wilde meer zeggenschap over het bedrijf. Om te voorkomen dat de gemeente zich met de tourafdeling ging bemoeien werd de stadsdienst in een aparte bv ondergebracht onder de naam HADO (Hengelose Autobus Dienst-Onderneming).

## Overname
De tourafdeling werd in mei 1975 verkocht en verdeeld onder TAD, Harmanni en Sijpkes.
In mei 1977 ging de stadsdienst weer terug naar de TET en kwam een einde aan het bedrijf. 